# Габрје при Добови
Габрје при Добови (словен. Gabrje pri Dobovi) је насељено место у општини Брежице, Посавска регија, Словенија.

## Историја
До територијалне реорганизације у Словенији било је у саставу старе општине Брежице.

## Становништво
У попису становништва из 2011. године, Габрје при Добови је имало 239 становника.
| Број становника према пописима | Број становника према пописима | Број становника према пописима |
| ------------------------------ | ------------------------------ | ------------------------------ |
| 1991                           | 2002                           | 2011                           |
| 237                            | 217                            | 239                            |

Напомена: До 1955. исказивано под именом Габрје.